# James Bowie
James Bowie, Jim Bowie (ur. 10 kwietnia 1796, zm. 6 marca 1836) − amerykański pionier i żołnierz, legendarny bohater rewolucji teksańskiej, zabity w bitwie o Alamo.
Bowie urodził się w hrabstwie Logan, Kentucky (USA), był dziewiątym dzieckiem Johna Bowiego i Elve Ap-Catesby Jones. Jego ojciec walczył w rewolucji amerykańskiej.